# Cercle Jeune Nation
Pour l’article homonyme, voir Jeune Nation.
Le Cercle Jeune Nation est un ancien groupuscule ultra-nationaliste du Québec classé à l'extrême droite. Il a été fondé en 1986 par François Dumas, Gilbert Gendron et Rock Tousignant.
Hormis la courte note de Ivan Carel dans le Bulletin d'histoire politique de l'Association québécoise d’histoire politique - (AQHP) en 2002, il n'existe pas à proprement parler dans la province de Québec (Canada) d'étude universitaire sérieuse sur le groupe Jeune Nation. 

## Définition des origines
Le Cercle Jeune Nation était un petit groupe d'activistes qui relevait de l'affirmationnisme blanc en contexte québécois du début des années 1980 au milieu des années 90.[réf. nécessaire],,. Le noyau dirigeant oscillait entre un nationalisme paléo-conservateur canadien-français plutôt hostile au conservatisme classique et certaines inflexions qui pouvaient mener vers le nationalisme blanc américain et européen (l’affirmationnisme blanc).

## Positionnement politique et genèse historique
Le Cercle Jeune Nation se réclamait de la droite dite nationale dans une optique de défense de l'identité blanche canadienne-française. Cercle de réflexion contre l'avortement, l'immigration massive de non-européens, le multiculturalisme canadien et le libéralisme en matière de mœurs. Le Cercle s'inspirait à sa fondation des droites radicales européennes autant par anticommunisme que par antilibéralisme radical. Le mot d’ordre du groupe était : « pas d’ennemis à droite » qui regroupaient autant des indépendantistes que des fédéralistes.
Au tout début, en 1986, le rédacteur de La Lettre de Jeune Nation était François Dumas.
En 1989, Rock Tousignant écrivait dans le mensuel nationaliste Jeune Nation un texte faisant l’éloge du général sudiste (esclavagiste) américain Robert E. Lee.
«( …) Le Sud, lui, nous offre, avec la figure noble et tragique de Robert Edward Lee, l’incarnation d’un type d’homme plaçant l’honneur et la loyauté à la terre de ses père bien plus haut que le gloire et les honneurs. Le Sudiste est d’abord l’homme de la fidélité. (…)  (Mensuel nationaliste d’information et de formation politiques Vol. 4 no 4 avril 1989, « Ne rien faire, c’est laisser faire », Jeune Nation, Des livres et des idées p. 7) 
À partir de mai 1992, le directeur de la rédaction des Cahiers de Jeune Nation était le catholique traditionaliste de la Fraternité sacerdotale Saint-Pie-X (FSSPX) Jean-Claude Dupuis. Selon Dupuis, le Cercle Jeune Nation se composait surtout de nationalistes canadiens-français traditionnels, plus ou nostalgiques du Québec duplessiste.

### Tentative d’infiltration
Une controverse arrive à l’automne 1992. Une crise éclate au sein d’un regroupement nationaliste québécois la Ligue d’Action Nationale sous la direction de Rosaire Morin. Ce qui est appelé à l’époque « l'Affaire Jeune Nation » soulève un malaise  au sein de la prestigieuse Ligue d'Action Nationale. Une tentative de noyautage au sein de la Ligue est rapportée dans les médias. Il y a des militants du Cercle Jeune Nation à la Ligue. Selon le journaliste de La Presse Mario Fontaine le groupe d’extrême droite « Jeune Nation » est présent à la Ligue.
Le rapport du politique avec la religion dans l'espace public a suscité des divisions à l’interne du Cercle en raison d'une possible stratégie culturelle de type gramscisme de droite qui a été entièrement refusé sous la houlette du disciple de Mgr Lefebvre Jean-Claude Dupuis.

### Histoire récente d'anciens du Cercle Jeune Nation
L'historien controversé Jean-Claude Dupuis, catholique traditionaliste de la Fraternité Sacerdotale St-Pie X (FSSPX) retrace récemment son parcours intellectuel dans le Cercle Jeune Nation. Voir dans une publication récente : Au temps de Jeune Nation, Les écrits polémique d'un contre-révolutionnaire tranquille . En juin 2014, Jean-Claude Dupuis a accordé une entrevue au magazine Harfang, publication de la Fédération des Québécois de souche,. Il est en faveur de la reconnaissance canonique par Rome de la Fraternité Sacerdotale Saint-Pie Dix (FSSPX) sans exiger en retour de compromission doctrinale. Lors d’une conférence controversée de Jean-Claude Dupuis et Marion Sigaut en banlieue de Québec, le groupe d’extrême droite Atalante Québec s’est vanté d’avoir fait son  « service d’ordre »  pour l’événement.   
Il sort, en 2019, une critique virulente de la Révolution tranquille.  
L’ancien cofondateur de Jeune Nation Rock Tousignant, est officiellement depuis 2016 un militant-collaborateur pour la Fédération des Québécois de souche. Le thème du complot juif demeure un narratif important pour un groupe comme la FQS selon le chercheur à l'INRS Frédérick Nadeau.
François Dumas vient de rejoindre en 2018 l'équipe de la Fédération des Québécois de souche en étant collaborateur de leur magazine Le Harfang. Il animait auparavant à Radio Ville-Marie à Montréal une émission intitulée Voix orthodoxes. Avant son implication à Radio Ville-Marie, il a été responsable du service de référence comme archiviste de même qu'à la conception graphique au Centre de recherche Lionel-Groulx à Outremont (Montréal, Québec, Canada).